# سون سوک
سون سوک (کره‌ای: 손숙؛ زادهٔ ۱۳ مه ۱۹۴۴) بازیگر و سیاستمدار پیشین اهل کره جنوبی است. او در سال نخست تحصیل در دانشگاه کره، با ایفای نقش اصلی در نمایش سام‌گاک‌موجا که به مناسبت شصتمین سالگرد تأسیس دانشگاه اجرا شد، نخستین بار روی صحنه رفت. در سال ۱۹۶۹، او یکی از اعضای بنیان‌گذار گروه تئاتر سان‌وولیم شد و در سال ۱۹۷۱ به تئاتر ملی کره پیوست و با کارگردانان برجستهٔ آن زمان، از جمله لی هه رانگ همکاری کرد.

## اوایل زندگی و تحصیلات
سون سوک در دهکدهٔ داجوک ری جوک‌سو، سانو میون، میریانگ گون (امروزه: دهکدهٔ جوک‌سو، داجوک ری، سان میون، میریانگ شی، گیونگ‌سانگ‌نام دو) به دنیا آمد. در همان سالی که وارد دبستانی در میریانگ شد، جنگ کره آغاز گردید. مدرسهٔ او به بیمارستان ارتش تبدیل شد و او و همکلاسی‌هایش به خانه فرستاده شدند. تنها مراسم افتتاحیهٔ سال تحصیلی در دبستان اصلی برگزار شد و پس از آن برای ادامهٔ درس مدام مجبور به جابه‌جایی بودند.
او به یاد می‌آورد که در فضای باز درس می‌خواندند؛ گاهی روی تنهٔ درختان کاج کنار رودخانه یا روی سنگ‌های وسط مزارع، تخته سیاه‌های موقتی درست می‌کردند. در زمستان نیز کلاس‌ها در انباری قرضی برگزار می‌شد. کامیون‌های ارتش آمریکا پودر شیر و لوازم تحریر به مدرسه می‌آوردند که در بحبوحهٔ جنگ برایشان شادی بزرگی بود. او با وجود سختی‌ها، سرما و گرسنگی، کودکی در روستا را نعمتی می‌داند و دیدن آوارگان جنگی باعث شد از همان زمان با واقعیت‌های تلخ جنگ آشنا شود.
او دورهٔ راهنمایی را در بوسان گذراند. پس از شش ماه تحصیل در دبیرستان دخترانهٔ بوسان، مادرش که علاقهٔ فراوانی به آموزش داشت، ناگهانی او و خواهر یا برادر کوچک‌ترش را به سئول برد. مادر سون در شانزده سالگی ازدواج کرده بود، اما همسرش (پدر سون) برای ادامهٔ تحصیل به ژاپن رفته و او را برای ادارهٔ خانواده، تنها باقی گذاشته بود. پس از ورود به سئول، خانوادهٔ سون در محلهٔ دونام دونگ ساکن شدند؛ جایی که در ابتدا با دشواری‌های زیادی برای سازگاری با نگاه تحقیرآمیز به کودکان روستایی روبه‌رو بودند.
در دوران تحصیل در دبیرستان دخترانهٔ پونگ‌مون، او به نویسندگی علاقه‌مند شد و رؤیای نویسنده شدن در سر پروراند. سون چندین مسابقهٔ نویسندگی را برنده شد و با همکاری دانش‌آموزان دبیرستان‌های اطراف، از جمله هوانگ سوک یونگ و جو هه ایل، رویدادهایی با عنوان «شب ادبیات» برگزار کرد. او شیفتهٔ آثار شاعرانی چون بودلر و پل والری شد و بحث دربارهٔ آثار شاعران نامدار داخلی و خارجی در سالن موسیقی جونگنو ۲-گا برایش لذت‌بخش‌تر از درس رسمی بود. علاقهٔ شدید او به نویسندگی در تلاش‌های مکررش برای شرکت در مسابقهٔ سالانهٔ «ادبیات بهاری نو» که توسط یک روزنامه برگزار می‌شد، آشکار بود.
در سال پایانی دبیرستان، تماشای نمایش سفر دراز روز در شب نوشتهٔ یوجین اونیل در مرکز درامای نامسان در سئول تجربه‌ای دگرگون‌کننده برایش بود. این نمایش به کارگردانی استاد هه‌هیانگ و با حضور بازیگران سرشناسی چون هوانگ جونگ سون، جانگ مین هو و یو وون گِه اجرا شد. اجرای نمایش او را به شدت مسحور کرد و تأثیری عمیق بر مسیر زندگی‌اش گذاشت.
در مه ۱۹۶۳، زمانی که سون در رشتهٔ تاریخ در دانشگاه کره تحصیل می‌کرد، رؤیایش به حقیقت پیوست؛ او برای ایفای نقش اصلی زن در نمایش کلاه سه‌گوش، اثر نمایشنامه‌نویس اسپانیایی آلارکون ای آریسا که به مناسبت شصتمین سالگرد تأسیس دانشگاه اجرا شد، انتخاب گردید. نقش اصلی مرد را کیم سونگ اوک ایفا می‌کرد؛ کسی که نه تنها بزرگ‌تر او در انجمن تئاتر دانشگاه بود، بلکه بعدها به مدیر هنری تئاتر شهرداری موکپو تبدیل شد. علاقهٔ مشترک آن دو به هنر به رابطه‌ای عاشقانه انجامید و آن‌ها دو سال بعد ازدواج کردند.